# Торки (племя)

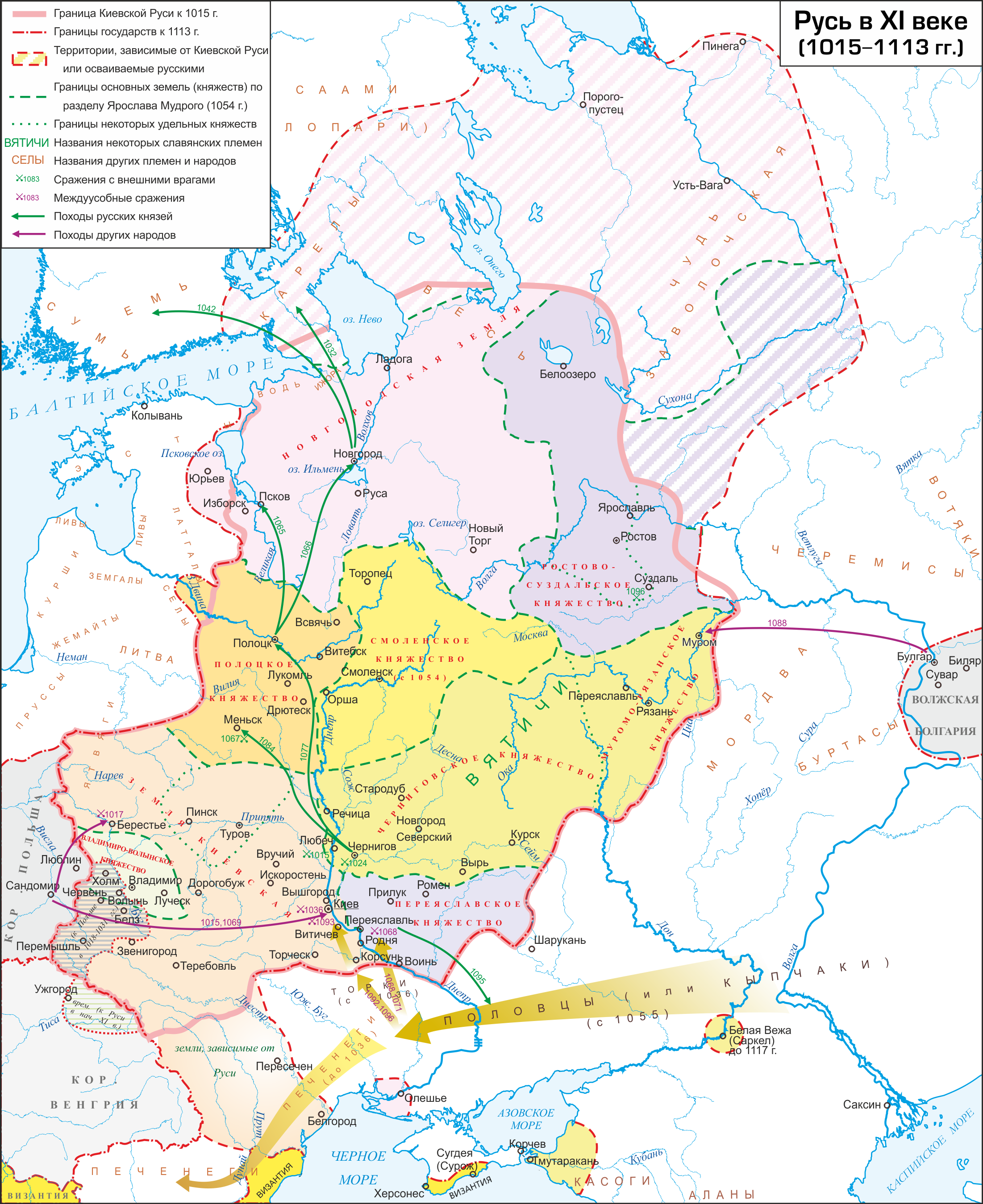
Торки в XI веке между Русью, печенегами и половцами.

То́рки — одно из тюркских племён, часть средневековых тюрков-огузов, кочевавших в причерноморских степях (южнорусских степях), между Доном и Днепром, в X—XIII веках.
В русских летописях торками и чёрными клобуками называли берендеев.

## История
В 985 году торки принимали участие в походе киевского князя Владимира Святославича на булгар и хазар.
В начале XI века, теснимые половцами с востока, торки откочевали к Днепру, где столкнулись с Русским государством: в 1055 году князь Всеволод Ярославич ходил на них, чтобы защитить Переяславское княжество; в 1060 году против них был предпринят поход князьями Изяславом, Святославом, Всеволодом Ярославичами и Всеславом Полоцким, окончившийся, по словам летописи, тем, что торки «убоявьшеся, пробегоша и до сего дни; и помроша бегающе гоними, ови же от зими, другии же голодом, инии же мором».
В XII веке торки опять появляются у Дона. В 1116 году торки и печенеги бились у Дона два дня с половцами и «придоша в Русь ко Володимеру» (Владимиру Мономаху). В 1121 году Владимир прогнал из Руси берендеев, а торки и печенеги бежали сами.
Часть торков ещё в XI веке поселилась в Поросье и подчинилась местным князьям. Центром этих полуоседлых торков был город Торческ. На левом берегу Днепра поселилась другая группа торков, признавших власть переяславского князя. По известиям XII века, эти торки занимали местность близ города Баруча. Часть торков ушла на запад, перешла Дунай и приняла подданство Византии.
Поселившиеся в Поросье и на землях Переяславского княжества торки вошли в вассальное объединение тюркских племён под названием чёрные клобуки, и в их составе принимали участие в защите границ Руси от половцев и в военных походах русских князей. Во время нашествия Батыя в 1240 году Поросье было разорено. Многих торков татаро-монголы переселили на Волгу, а остаток торкских колонистов ассимилировался с местным славянским населением.
Торки оставили немало следов в топонимике на территории современной Украины: речки Торец и Торч, Торский шлях вдоль реки Тетлиги; города Торческ и Торецк, сёла — Торец, Торкановка, Торки, Торков, Торецкое, Торчин, Торчица, Торчиновичи, Торчицкий Степок. В летописном «Списке русских городов дальних и ближних» упомянут также город Торческ в Рязанской земле. Это может свидетельствовать о поселении некоторого количества торков в рязанском пограничье.

## Правители
- Кун-тугды

## Торки, упомянутые в летописях
- Воибор Негечевич